# Céu Vazio
Céu Vazio é o segundo livro de poesia da escritora brasileira Lila Ripoll, publicado originalmente em 1941. A obra rendeu à autora o Prêmio Olavo Bilac, da Academia Brasileira de Letras, em junho de 1943.

## Poemas
- Fita Verde
- Ciranda
- Mansa e Triste
- Não há Nada no Céu…
- Fugiram meus Olhos…
- Água do Mar
- Ternura
- Febre
- Procissão
- Viagem
- Elegia
- Instantâneo
- Devia o Sonho ser Eternidade!
- Correntes…
- Na Hora Exata…
- Tão Simples!
- Piedade para os meus Mortos
- Canção da Chuva
- Antônio Nobre
- Caminhos
- Deus quis Assim…
- O Vento bate na Porta
- Que desejam de mim?
- Por onde andarão?
- A Virgem
- Mais tarde…
- Pudor
- Aos Quatro Ventos…
- O Anjo
- Cantiga Triste